# Deutsches Musikarchiv
Deutsches Musikarchiv (DMA) er et tyske nationalt musikarkiv i Leipzig og en del af Deutsche Nationalbibliothek, arkivet indsamlet alle musikoptagelser og noder som bliver udgivet i Tyskland. Arkivet blev grundlagt i 1970.
Frem til 2010 var Deutsches Musikarchiv placeret i Siemens-villaen i den Berlinske bydel Lankwitz, men blev i 2010 placeret med det tyske nationalbiblioteket i Leipzig.
En tysk lov fra 1973 (Pflichtstückverordnung) påbyder alle som udgiver noder og musikoptagelser at give to eksemplarer til DMA. Et eksemplar bliver i musikarkivet i Leipzig, det andet i arkiveres samlingen Deutsche Nationalbibliothek i Frankfurt am Main.

## Eksterne Henvisninger
- Wikimedia Commons har flere filer relateret til Deutsches Musikarchiv
- Deutsches Musikarchivs hjemmeside Arkiveret 23. september 2012 hos  Wayback Machine
- Onlinekatalog Arkiveret 28. februar 2013 hos  Wayback Machine OPAC (fra 1976)

51°19′21″N 12°23′41″Ø / 51.32258223°N 12.3946922°Ø